# Molophilus keira
Molophilus keira är en tvåvingeart som beskrevs av Günther Theischinger 1988. Molophilus keira ingår i släktet Molophilus och familjen småharkrankar. Inga underarter finns listade i Catalogue of Life.